# Madhya Bharat
Madhya Bharat, también conocido como Unión Malwa, fue un antiguo estado de la India entre 1948 y 1956. Ocupaba una superficie de 120.378 km² y un área de 120,380 km².

## Historia

Mapa de Madhya Bharat entre 1948 y 1956.

Fue creado el 28 de mayo de 1948 por la fusión de veinticinco estados principescos, que hasta 1947 habían sido parte de la Agencia de la India Central, con Jivaji Rao Scindia como su Rajpramukh.
Gwalior era la capital de invierno e Indore era la capital de verano. Limitaba con los estados de Bombay (actualmente Guyarat y Maharastra) al suroeste, al noreste con Rajastán, Uttar Pradesh al norte, Uttar Pradesh y Vindhya Pradesh al este, y el estado de Bhopal y Madhya Pradesh, al sureste. El estado era en su mayoría hindú y de habla hindi.
Madhya Bharat fue fusionado el 1 de noviembre de 1956 con Vindhya Pradesh, Bhopal y Madhya Pradesh en 1956, a raíz del Acta de Reorganización de los Estados Indios.